# Náray Antal (ügyvéd)
Nárai Náray Antal (Györe, 1795. július 10. – Pest, 1870. május 11.) ügyvéd, író.

## Élete
Szegény sorsú nemes szülők gyermeke. Apja félév múlva Baranya megyébe Szászvárra költözött, ahol tanító és jegyző lett. Náray a gimnáziumot Pécsett végezte a Petheö-féle ösztöndíj segítségével, a bölcseletet pedig Diakováron a püspöki líceumban a kispapok közt. A bölcseletet elvégezvén, pappá lett Pécsett, de az első év végével kilépett és Pesten joghallgató lett, a II. évet Pozsonyban végezte; mindenütt leckeadással tartotta fenn magát. Az olasz és francia nyelven kívül az angolt is megtanulta. Ügyvédi diplomát szerzett és 1826-ban Aradon telepedett le, ahol háza a művelt elemek gyűlhelye volt. Később több uradalmak ügyésze lett; családi gondokkal terhelve, keveset foglalkozott az irodalommal; a megkezdett munkát rendesen be nem végezhette. 1837-től a megyei gyűléseken is szerepelt és a nehezebb időkben az ellenzéket támogatta. A Wenckheim- és Forray-féle grófi uradalmak ügyésze lett. Fábián Gáborral, aki barátja volt, a megyei bizottságokban is részt vett, mint Arad, Csanád, Krassó és Csongrád megyék táblabírája. 1841-ben nőül vette Szuchodolszky Máriát, akitől született fia Náray Iván, az irodalomban Benedek Aladár névvel ismeretes, aki apját utolsó éveiben támogatta. Meghalt 1870. május 11-én az orvosi egyetem kórházában.
Költeményeket írt az Aurórába (1824., 1830.) és a Honderűbe (1843. I).

## Munkái
- Értekezés a főispán birói hatalmáról. Pest, 1823. (Végén: Irtam Pécsett 12. Junius 1822. Ism. Hazai s Külf. Tudósítások 1823. 17. sz.).
- Máré-vára. Eredeti Magyar Román a Magyar Előidőből. Pest, 1824. Két kötet, két rézmetszettel. (Nyomatott ezer példányban.) Első rész Második rész
- Romeo és Julia. Szomorújáték öt felv. Shakspeare után magyarázta. Buda, 1839. (Külföldi Játékszín XVII., kiadja a M. Tudós Társaság). Online
- Nickleby Miklós és családjának élete és viszontagságai. Regény. Boz-Dickens Károly után ford. Kiadta Benedek Aladár atyjának kéziratából. Bpest, év n. Három kötet.